# Kanadische Unterhauswahl 1958
- CCF: 8
- Lib: 48
- PC: 208
- Sonst.: 1

Die 24. kanadische Unterhauswahl (englisch 24th Canadian General Election, französisch 24e élection fédérale canadienne) fand am 31. Mai 1958 statt. Gewählt wurden 265 Abgeordnete des kanadischen Unterhauses (engl. House of Commons, frz. Chambre des Communes). Sie ergaben einen überlegenen Sieg der von John Diefenbaker angeführten Progressiv-konservativen Partei, die den höchsten Wähleranteil ihrer Geschichte erzielte und mehr als drei Viertel aller Sitze gewann.

## Die Wahl
Premierminister Diefenbaker, der seit Juni 1957 im Amt war, konnte nur mit einer Minderheit regieren. Um klare Verhältnisse zu schaffen, rief er eine vorgezogene Neuwahl aus. Dabei profitierte er von zwei Faktoren:
Die Liberale Partei hatte im Januar 1958 den früheren Außenminister Lester Pearson zum neuen Vorsitzenden gewählt. Pearson beging gleich zu Beginn seiner Tätigkeit als Oppositionsführer einen taktischen Fehler. Im Unterhaus forderte er die progressiv-konservative Minderheitsregierung auf, die Macht ohne Wahlen an die Liberalen abzutreten, da die Wirtschaft sich in einer Rezession befände. Daraufhin machte Diefenbaker ein geheimes Papier der Liberalen publik, in dem tatsächlich eine Rezession vorausgesagt wurde. Dies stand jedoch derart offensichtlich im Gegensatz zu den liberalen Wahlversprechen von 1957, dass die Opposition an Glaubwürdigkeit verlor.
Seit der Wehrpflichtkrise von 1917 hatte die französischsprachige Provinz Québec überwiegend liberal gewählt. Doch nach dem Rücktritt von Louis Saint-Laurent im Jahr 1957 war sie sich nicht mehr mit einer starken Persönlichkeit in der Bundesregierung vertreten. Die mächtige, konservativ-nationalistische Provinzpartei Union nationale von Maurice Duplessis unterstützte auf Bundesebene die Progressiv-Konservativen, die nun in der liberalen Hochburg Fuß fassen konnten.
Die Progressiv-Konservativen erzielten das beste Ergebnis ihrer Geschichte. Ihr Stimmenanteil von 53,66 % ist der höchste, den eine Partei auf Bundesebene jemals erreichte. Mit 208 Sitzen verfügte sie nun über eine komfortable Mehrheit. Die Liberalen hingegen erzielten das schlechteste Ergebnis überhaupt. Ebenfalls empfindliche Sitzverluste musste die Co-operative Commonwealth Federation hinnehmen, während die Social Credit Party überhaupt nicht mehr vertreten war.
Die Wahlbeteiligung betrug 79,4 %.

## Ergebnisse

### Gesamtergebnis

Übersicht der Provinzen und Territorien

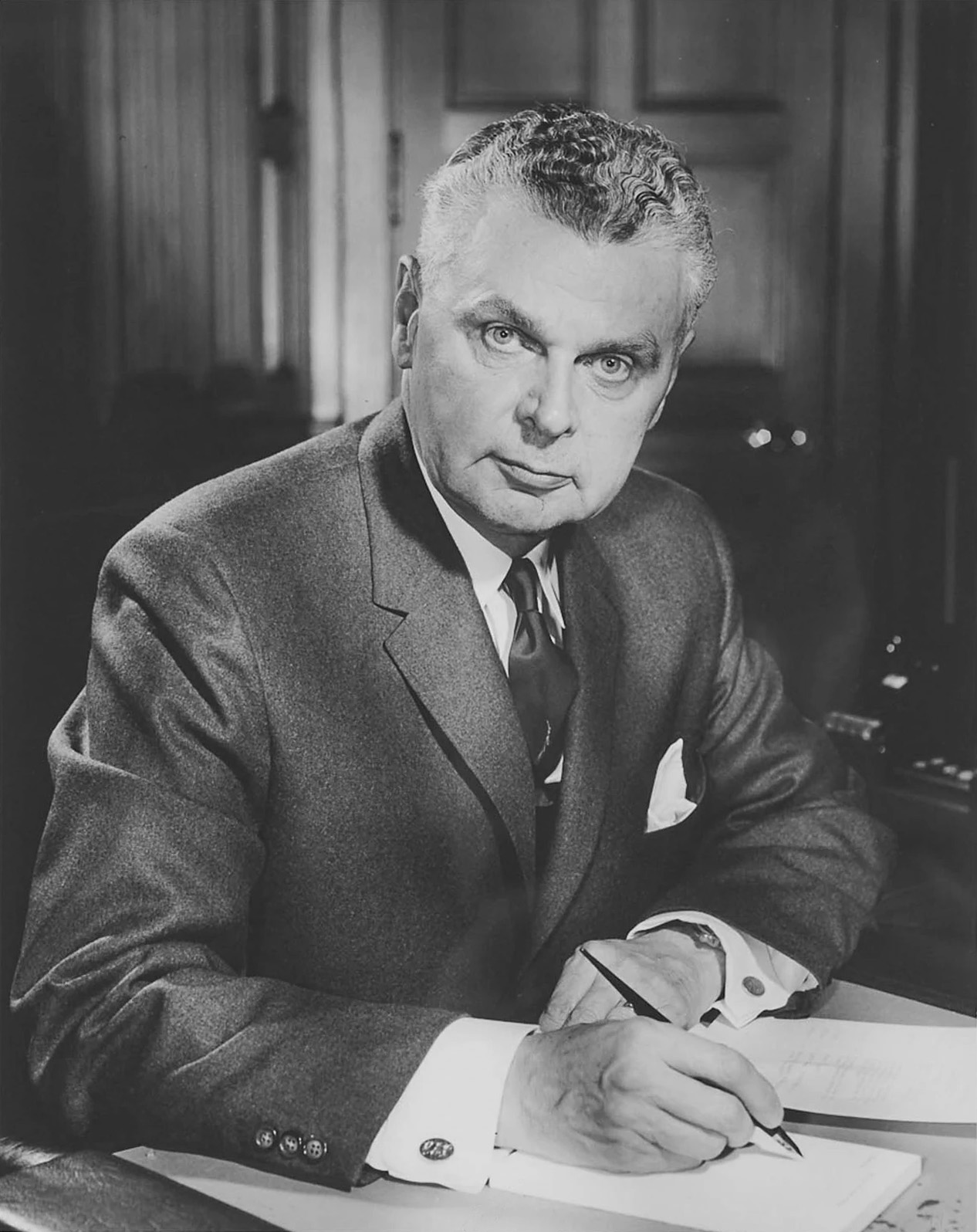
John Diefenbaker

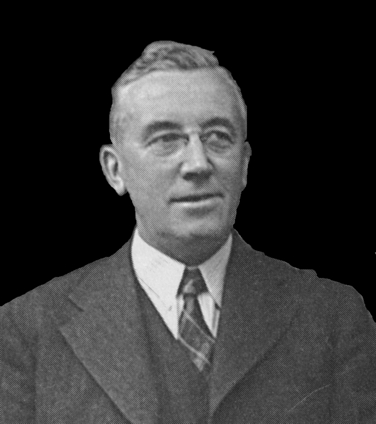
Major James Coldwell

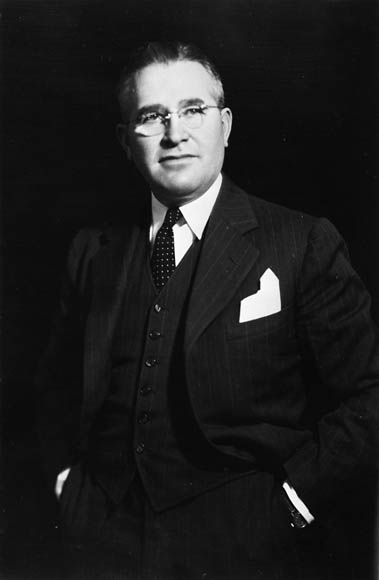
Solon Earl Low

| Partei | Partei                               | Vorsitzender         | Kandi- daten | Sitze 1957 | Sitze 1958 | +/−  | Stimmen   | Wähler- anteil | +/−       |
| ------ | ------------------------------------ | -------------------- | ------------ | ---------- | ---------- | ---- | --------- | -------------- | --------- |
|        | Progressiv-konservative Partei       | John Diefenbaker     | 265          | 111        | 208        | + 97 | 3.908.633 | 53,66 %        | + 14,85 % |
|        | Liberale Partei                      | Lester Pearson       | 264          | 104        | 048        | − 56 | 2.432.953 | 33,40 %        | − 7,35 %  |
|        | Co-operative Commonwealth Federation | Major James Coldwell | 169          | 025        | 008        | − 17 | 692.668   | 9,51 %         | − 1,20 %  |
|        | Liberal-Labour 1                     |                      | 001          | 001        | 001        |      | 11.956    | 0,16 %         |           |
|        | Social Credit Party                  | Solon Earl Low       | 082          | 019        |            | − 19 | 188.356   | 2,59 %         | − 3,98 %  |
|        | Unabhängige                          |                      | 009          | 002        |            | − 02 | 14.211    | 0,20 %         | − 0,87 %  |
|        | Unabhängige Liberale                 |                      | 010          | 002        |            | − 02 | 12.054    | 0,17 %         | − 1,25 %  |
|        | Unabhängige Progressiv-Konservative  |                      | 005          | 001        |            | − 01 | 2.097     | 0,03 %         | − 0,19 %  |
|        | Labor-Progressive Party              | Tim Buck             | 018          |            |            |      | 9.769     | 0,13 %         | + 0,02 %  |
|        | Candidat des électeurs               |                      | 001          |            |            |      | 8.276     | 0,11 %         | − 0,01 %  |
|        | Sozialistische Partei                |                      | 002          |            |            |      | 1.113     | 0,02 %         | + 0,02 %  |
|        | Capital familial                     |                      | 001          |            |            |      | 968       | 0,01 %         |           |
|        | Radical chrétien                     |                      | 001          |            |            |      | 687       | 0,01 %         | + 0,01 %  |
|        | Independent Social Credit            |                      | 001          |            |            |      | 361       | <0,01 %        | − 0,04 %  |
|        | Ouvrier canadien                     |                      | 001          |            |            |      | 243       | <0,01 %        |           |
|        | Unabhängige Konservative             |                      | 001          |            |            |      | 122       | <0,01 %        |           |
| Gesamt | Gesamt                               | Gesamt               | 831          | 265        | 265        |      | 7.284.467 | 100,0 %        |           |

1 der Liberal-Labour-Abgeordnete schloss sich der liberalen Fraktion an

### Ergebnis nach Provinzen und Territorien
| Partei      | Partei                               | Partei      | BC    | AB     | SK    | MB    | ON    | QC    | NB    | NS   | PE   | NL   | NW   | YK   | Gesamt |
| ----------- | ------------------------------------ | ----------- | ----- | ------ | ----- | ----- | ----- | ----- | ----- | ---- | ---- | ---- | ---- | ---- | ------ |
|             | Progressiv-konservative Partei       | Sitze       | 18    | 17     | 16    | 14    | 67    | 50    | 7     | 12   | 4    | 2    | 1    |      | 208    |
|             | Progressiv-konservative Partei       | Anteil in % | 49,4  | 59,9   | 51,4  | 56,7  | 56,4  | 49,6  | 54,1  | 57,0 | 62,2 | 45,2 | 54,5 | 42,8 | 53,7   |
|             | Liberale Partei                      | Sitze       |       |        |       |       | 14    | 25    | 3     |      |      | 5    |      | 1    | 48     |
|             | Liberale Partei                      | Anteil in % | 16,1  | 13,7   | 19,6  | 21,6  | 32,1  | 45,6  | 43,4  | 38,4 | 37,5 | 54,4 | 43,3 | 57,2 | 33,4   |
|             | Co-operative Commonwealth Federation | Sitze       | 4     |        | 1     |       | 3     |       |       |      |      |      |      |      | 8      |
|             | Co-operative Commonwealth Federation | Anteil in % | 24,5  | 4,4    | 28,4  | 19,6  | 10,5  | 2,3   | 1,8   | 4,5  | 0,3  | 0,2  |      |      | 9,5    |
|             | Liberal-Labour                       | Sitze       |       |        |       |       | 1     |       |       |      |      |      |      |      | 1      |
|             | Liberal-Labour                       | Anteil in % |       |        |       |       | 0,5   |       |       |      |      |      |      |      | 0,2    |
|             | Social Credit Party                  | Anteil      | 9,6 % | 21,6 % | 0,4 % | 1,8 % | 0,3 % | 0,6 % | 0,7 % |      |      |      |      |      | 2,6 %  |
|             | Unabhängige                          | Anteil in % |       |        | <0,1  | <0,1  | 0,1   | 0,6   |       |      |      |      |      |      | 0,2    |
|             | Unabhängige Liberale                 | Anteil in % |       |        |       |       |       | 0,6   |       |      |      | 0,2  |      |      | 0,2    |
|             | Labor-Progressive Party              | Anteil in % | 0,4   | 0,3    | 0,1   | 0,4   | 0,1   | 0,1   |       |      |      |      |      |      | 0,1    |
|             | Candidat des électeurs               | Anteil in % |       |        |       |       |       | 0,4   |       |      |      |      |      |      | 0,1    |
|             | Unabhängige Progressiv-Konservative  | Anteil in % |       | 0,1    |       |       | 0,1   |       |       |      |      |      |      |      | <0,1   |
|             | Sozialistische Partei                | Anteil in % |       |        |       |       | <0,1  | <0,1  |       |      |      |      |      |      | <0,1   |
|             | Capitale familiale                   | Anteil in % |       |        |       |       |       | <0,1  |       |      |      |      |      |      | <0,1   |
|             | Radical chrétien                     | Anteil in % |       |        |       |       |       | 0,1   |       |      |      |      |      |      | <0,1   |
|             | Independent Social Credit            | Anteil in % |       | 0,1    |       |       |       |       |       |      |      |      |      |      | <0,1   |
|             | Ouvrier canadien                     | Anteil in % |       |        |       |       |       | <0,1  |       |      |      |      |      |      | <0,1   |
|             | Unabhängige Konservative             | Anteil in % |       |        |       |       |       |       |       |      |      |      | 2,3  |      | <0,1   |
| Sitze total | Sitze total                          | Sitze total | 22    | 17     | 17    | 14    | 85    | 75    | 10    | 12   | 4    | 7    | 1    | 1    | 265    |